# Guy Edouard Roberty
Guy Édouard Roberty  ( 1907 - 1971 ) fue un botánico explorador francés. Realizó extensas recolecciones de flora en África tropical occidental, logrando identificar y clasificar más de 500 especies nuevas.
Alumno de Bénédict Pierre Georges Hochreutiner (1873-1959) en la Universidad de Ginebra, obteniendo el doctorado en ciencias naturales en 1940, con « Contribution à l'étude phytogéographique de l'Afrique-Occidentale française».

## Algunas publicaciones
- 1940. Espacement des épillets chez deux Éleusinées en Basse Côte d'Ivoire. Notes africaines
- 1946. Les associations végétales de la vallée moyenne du Niger. Geobotanischen, Zürich
- 1954. Petite Flore de l'Ouest africain, préface de Raoul Combes. Larose, Paris
- 1960. Monographie systématique des andropogonées du globe. Boissiera, vol. 9
- 1964. Carte de la végétation de l'Afrique tropicale occidentale à l'échelle de 1/1 000 000, et documents annexes en 3 vol. Office de la recherche scientifique et technique outre-mer, Paris

- La abreviatura «Roberty» se emplea para indicar a Guy Edouard Roberty como autoridad en la descripción y clasificación científica de los vegetales.[3]